# Duberdicus
În mitologia  lusitană, Duberdicus este zeul fântânilor și a apelor.